# Rybitví
Rybitví är en ort i Tjeckien.   Den ligger i regionen Pardubice, i den centrala delen av landet, 90 km öster om huvudstaden Prag. Rybitví ligger 221 meter över havet och antalet invånare är 1 379.
Terrängen runt Rybitví är platt.Runt Rybitví är det tätbefolkat, med 659 invånare per kvadratkilometer. Närmaste större samhälle är Pardubice, 5,6 km öster om Rybitví. Runt Rybitví är det i huvudsak tätbebyggt.